# Coppa del mondo di ciclocross 2006-2007
La Coppa del mondo di ciclocross 2006-2007, quattordicesima edizione della competizione, si svolse tra il 1º ottobre 2006 ed il 21 gennaio 2007. Nessuna classifica ufficiale fu stilata per le categorie élite, il titolo Under-23 andò a Niels Albert, quello juniors ad Arnaud Jouffroy.

## Uomini élite

### Risultati
| #  | Data        | Città       | Evento                             | Vincitore           |
| -- | ----------- | ----------- | ---------------------------------- | ------------------- |
| 1  | 1º ottobre  | Aigle       | Cyclo-Cross International de Aigle | Sven Nys            |
| 2  | 22 ottobre  | Kalmthout   | Vlaamse Industrieprijs Bosduin     | Sven Nys            |
| 3  | 28 ottobre  | Tábor       | Cyklokros Tábor                    | Radomír Šimůnek jr. |
| 4  | 4 novembre  | Treviso     | Ciclocross di Treviso              | Francis Mourey      |
| 5  | 12 novembre | Pijnacker   | Veldrit Pijnacker                  | Sven Nys            |
| 6  | 25 novembre | Koksijde    | Duinencross                        | Sven Nys            |
| 7  | 3 dicembre  | Igorre      | Ziklokross Igorre                  | Sven Nys            |
| 8  | 8 dicembre  | Milano      | GP Mamma e Papà Guerciotti         | Bart Wellens        |
| 9  | 26 dicembre | Hofstade    | Kersttrofee                        | Erwin Vervecken     |
| 9  | 14 gennaio  | Nommay      | Cyclo-Cross de Nommay              | Sven Nys            |
| 10 | 21 gennaio  | Hoogerheide | Grote Prijs Adrie van der Poel     | Sven Nys            |

## Donne élite

### Risultati
| # | Data        | Città       | Evento                         | Vincitore          |
| - | ----------- | ----------- | ------------------------------ | ------------------ |
| 1 | 22 ottobre  | Kalmthout   | Vlaamse Industrieprijs Bosduin | Hanka Kupfernagel  |
| 2 | 4 novembre  | Treviso     | Ciclocross di Treviso          | Marianne Vos       |
| 3 | 12 novembre | Pijnacker   | Veldrit Pijnacker              | Hanka Kupfernagel  |
| 4 | 26 dicembre | Hofstade    | Kersttrofee                    | Hanka Kupfernagel  |
| 5 | 13 gennaio  | Nommay      | Cyclo-Cross de Nommay          | Laurence Leboucher |
| 6 | 21 gennaio  | Hoogerheide | Grote Prijs Adrie van der Poel | Hanka Kupfernagel  |

## Uomini Under-23

### Risultati
| # | Data        | Città       | Evento                         | Vincitore     | Leader della Cl. mondiale  |
| - | ----------- | ----------- | ------------------------------ | ------------- | -------------------------- |
| 1 | 22 ottobre  | Kalmthout   | Vlaamse Industrieprijs Bosduin | Niels Albert  | Niels Albert               |
| 2 | 4 novembre  | Treviso     | Ciclocross di Treviso          | Zdeněk Štybar | Niels Albert Zdeněk Štybar |
| 3 | 26 dicembre | Hofstade    | Kersttrofee                    | Niels Albert  | Niels Albert               |
| 4 | 14 gennaio  | Nommay      | Cyclo-Cross de Nommay          | Niels Albert  | Niels Albert               |
| 5 | 21 gennaio  | Hoogerheide | Grote Prijs Adrie van der Poel | Lars Boom     | Niels Albert               |

### Classifica generale
| Pos. | Corridore             | Punti |
| ---- | --------------------- | ----- |
| 1    | Niels Albert          | 230   |
| 2    | Dieter Vanthourenhout | 162   |
| 3    | Lukas Kloucek         | 161   |
| 4    | Zdeněk Štybar         | 150   |
| 5    | Romain Villa          | 141   |

## Uomini juniors

### Risultati
| # | Data        | Città       | Evento                         | Vincitore         | Leader della Cl. mondiale |
| - | ----------- | ----------- | ------------------------------ | ----------------- | ------------------------- |
| 1 | 22 ottobre  | Kalmthout   | Vlaamse Industrieprijs Bosduin | Vincent Baestaens | Vincent Baestaens         |
| 2 | 4 novembre  | Treviso     | Ciclocross di Treviso          | Thomas Girard     | Thomas Girard             |
| 3 | 26 dicembre | Hofstade    | Kersttrofee                    | Joeri Adams       | Jiri Polnicky             |
| 4 | 14 gennaio  | Nommay      | Cyclo-Cross de Nommay          | Joeri Adams       | Joeri Adams               |
| 5 | 21 gennaio  | Hoogerheide | Grote Prijs Adrie van der Poel | Arnaud Jouffroy   | Joeri Adams               |

### Classifica generale
| Pos. | Corridore           | Punti |
| ---- | ------------------- | ----- |
| 1    | Joeri Adams         | 238   |
| 2    | Jiri Polnicky       | 215   |
| 3    | Thomas Girard       | 203   |
| 4    | Alessandro Calderan | 157   |
| 5    | Ole Quast           | 156   |